# Lone Pine (turniej szachowy)
Lone Pine International – otwarty turniej szachowy, rozgrywany w latach 1971–1981 w Lone Pine w Kalifornii; w okresie tym jeden z najsilniej obsadzonych openów w Stanach Zjednoczonych.
Turniej sponsorowany był przez amerykańskiego milionera, Louisa D. Stathama (1908-1983) i formalnie nosił nazwę Louis D. Statham Masters. Liczba uczestników w poszczególnych edycjach wahała się pomiędzy 33 a 73, natomiast rund – od 7 do 10. Funkcję dyrektora pełnił amerykański arcymistrz, Isaak Kashdan.
| Lp | Rok  | Zwycięzcy                                                              |
| -- | ---- | ---------------------------------------------------------------------- |
| 1  | 1971 | Larry Evans                                                            |
| 2  | 1972 | Svetozar Gligorić                                                      |
| 3  | 1973 | Arthur Bisguier                                                        |
| 4  | 1974 | Walter Browne                                                          |
| 5  | 1975 | Władimir Liberzon                                                      |
| 6  | 1976 | Tigran Petrosjan                                                       |
| 7  | 1977 | Jurij Bałaszow, Dragutin Sahović, Oscar Panno, Nona Gaprindaszwili     |
| 8  | 1978 | Bent Larsen                                                            |
| 9  | 1979 | Svetozar Gligorić, Florin Gheorghiu, Władimir Liberzon, Vlastimil Hort |
| 10 | 1980 | Roman Dżindżichaszwili                                                 |
| 11 | 1981 | Wiktor Korcznoj                                                        |